# 佛罗里达州父母教育权利法案
父母教育权利法案（英語：Parental Rights in Education Act），批评者称其为莫谈同性恋法（英語：Don't Say Gay Law），是佛罗里达州于2022年通过的一项关于初等教育的法律，该法律禁止在课堂上对从幼儿园到小学三年级的学生教授性取向及性别认同的议题，同时禁止学校限制父母获取子女的教育和健康记录。这项法律于2022年3月28日获佛罗里达州州长罗恩·德桑蒂斯签字通过，并于2022年7月1日正式生效。
由于该法案的早期版本禁止幼儿园至小学三年级儿童在学校学习关于性别认同的内容而遭到一些知名人物及公司的批评，特别是著名的华特迪士尼公司更是在员工的压力下强力反对这项法案。随后迪士尼公司陷入了与州长罗恩·德桑蒂斯的一系列纷争，最终导致芦苇溪改善区遭到废除。为反对这项法案，佛罗里达州的学生还进行了大规模罢课，其口号为“我们谈同性恋”。

## 历史
共和党籍佛州参议员丹尼斯·巴克斯利最初于2022年1月7日在佛罗里达州参议院提出《父母教育权利法案》（SB1834号法案），但胎死腹中。随后共和党籍佛州众议员乔·哈丁与教育就业委员会一道于1月11日向佛罗里达州众议院提出了一个配套版本的法案。该法案的非正式称呼为“莫谈同性恋法”，要求禁止教师在幼儿园及小学三年级以下儿童的课堂上讨论LGBTQ+相关的话题。该立法遭到了ABA杂志、平等佛罗里达州组织以及美国总统乔·拜登的反对。尽管争议颇多，该法案还是于2月24日在佛罗里达州众议院通过，随后于3月8日在参议院通过。

## 支持和反对观点
该法案的支持者表示，儿童的性别认同教育应当是父母而非学校的责任。德桑蒂斯的新闻秘书克里斯蒂娜·普肖称该法案为“反儿童性诱拐法案”，并且还宣称反对该法案的人都是“潜在的儿童性诱拐犯”。对此加州州长加文·纽森称普肖的“性诱拐论”具有冒犯性。根据益普索举办的一项线上调查表明，大约有六成美国民众反对《佛罗里达州父母教育权利法案》。
而包括评论员马特·沃尔什在内的一些保守派则表示，目前的《父母教育权利法案》还远远不够。前民主党籍美国总统候选人图尔西·加巴德亦表示这项法案的涵盖范围应该更广泛，她认为立法应该涵盖从幼儿园到12年级的学生，而不应只局限于3年级。
一些学者则担心这项法案可能会违反《美国宪法第一修正案》，甚至可能违宪。而佛罗里达州各地都有学生通过参与罢课来回应这项法案。而在全国范围内，大约有158家公司（包括万豪国际、希尔顿全球酒店集团、美国航空和爱彼迎）签署了人权战线发起的请愿书以反对这项法案。美国心理学会亦发声反对这项法律。

### 华特迪士尼公司
华特迪士尼公司的员工计划对该法案发起罢工，最终演变为大规模抗议活动。迪士尼公司及其首席执行官鮑伯·查佩克（尽管在一开始没有表态）以及迪士尼继承人查理·科拉都公开反对该法案，科拉也借此契机以变性人的身份出柜。该公司因反对父母教育权利法案而遭到德桑蒂斯和许多保守派媒体的严厉批评。

### 其他企业捐款
捐款支持这项法案的公司企业包括联合健康保险（200,000美元）、美國大眾超級市場公司（125,000美元）、特许通讯（102,000美元）、AT&T（86,000美元）、安海斯-布希（75,000美元）、杜克能源（34,000美元）、康卡斯特/NBC环球（28,000美元）以及沃尔格林（28,000美元）。在这些公司中，联合健康保险、AT&T、杜克能源、康卡斯特/NBC环球和沃尔格林曾以标榜自己支持LGBTQ权益而著称。

### 公众舆论
根据佛罗里达大学的一项民调显示，民众对这一法案存在严重的分歧，大约有49%的民众强烈或略微反对这项立法，40%的民众强烈或略微支持这项立法。不过由于这项调查的样本量较小，因此误差范围较大。根据雅虎新闻/YouGov的调查发现，大约76%的共和党人支持这项立法，而24%的共和党人反对这项立法。而在民主党人中，24%的受访者表示支持，24%的受访者表示不确定，而52%的受访者表示反对。而根据共和党竞选公司公众舆论策略的民意调查发现，61%的人支持这项立法，26%的人反对这项立法；67%的父母支持这项立法，24%的父母反对这项立法；51%的民主党人支持这项立法，29%的民主党人反对这项立法。

## 法律挑战
3月31日，卡普兰·赫克和芬克律师事务所、国家女同性恋权利中心以及佛罗里达州平等和家庭平等代表公共律师伊丽莎白·F·施瓦茨向联邦法院提起诉讼，试图以违宪为由阻止这项法案。该诉讼指控这项法案违反了宪法保护的言论自由、学生和家庭平等以及正当法律程序的权利，并辩称该法案旨在“控制年轻人的思想”，阻止学生在学校生活展现“他们的真实身份”。
7月26日，佛罗里达州高中生威尔·拉金斯和国家LGBT+组织CenterLink通过南方贫困法律中心、南方法律顾问和拉姆达法律基金会向佛罗里达州四个学区的董事会提起诉讼，声称该法律的“警戒执行机制”结合其“模糊且宽泛的涵盖面，鼓励反LGBTQ家长提起诉讼，从而强迫学校采取行动让学生、家长和学校工作人员无法发声”。对此，杜瓦尔县学区的代表表示学校管理方有义务采取措施以遵守佛罗里达州的法律。2022年10月，联邦政府以缺乏资格为由驳回了此项诉讼，但给予原告14天的时间修改其诉讼。

## 衍生立法

### 联邦层面
来自路易斯安那州的共和党联邦众议员麦克·约翰逊提出了《停止儿童性化法案》，该法案可视为联邦版的《父母教育权利法案》，已召集了32位共和党籍的共同发起人。批评者认为这一法案比《父母教育权利法案》有过之而无不及，因为该法案禁止在所有联邦机构中使用LGBTQ材料，并禁止在所有联邦资助的机构中进行变装表演。同时该法案和《德克萨斯心跳法案》一样，赋予了监护人起诉进行便装表演机构的权力。

### 各州层面
全美至少有20个州出台了类似于《父母教育权利法案》的法案。阿拉巴马州于2022年4月成为了第二个通过类似法案的州。州长凯·艾维签署了众议院第322号法案，要求该州公立学校的学生必须根据出生时的性别使用男女厕所。值得注意的是，早在20世纪80年代就有不少州出台了类似的法案，但直到近期才被反对者称之为“莫谈同性恋法”。